# Sterrhochaeta minuta
Sterrhochaeta minuta är en fjärilsart som beskrevs av W. Warren 1899. Sterrhochaeta minuta ingår i släktet Sterrhochaeta och familjen mätare. Inga underarter finns listade i Catalogue of Life.